# Ambroży (Szewcow)
Ambroży, imię świeckie Andriej Grigorjewicz Szewcow (ur. 9 grudnia 1975 w Homlu) – biskup Białoruskiego Egzarchatu Rosyjskiego Kościoła Prawosławnego.

## Życiorys
W latach 1993–1999 był słuchaczem seminarium duchownego w Mińsku. Podczas nauki, w grudniu 1994 r., wstąpił do nowo otwartego monasteru św. Mikołaja w Homlu i tam 7 lipca 1995 r. złożył wieczyste śluby mnisze przed archimandrytą Antonim (Kuzniecowem), przyjmując imię zakonne Ambroży na cześć św. Ambrożego z Optiny. Od 1995 do 2002 r. pozostawał w tymże klasztorze, pełniąc obowiązki zakrystiana. 16 lipca 1995 r. został wyświęcony na hierodiakona, zaś 21 maja 1997 r. – na hieromnicha, przez biskupa homelskiego i żłobińskiego Arystarcha. W latach 2002–2006 opiekował się cerkwią ikony Matki Bożej „Hodegetria” w Teriusze (rejon homelski), placówką filialną monasteru św. Mikołaja. W 2002 r. otrzymał godność ihumena. W latach 2006–2008 był dziekanem monasteru św. Mikołaja.
W grudniu 2008 r. rozpoczął służbę w soborze Świętych Piotra i Pawła w Homlu i objął obowiązki kierownika kancelarii eparchii homelskiej, które wykonywał do 2012 r. W 2010 r. uzyskał stopień licencjata teologii na podstawie pracy poświęconej stosunkom Rosyjskiego Kościoła Prawosławnego i Kościoła Prawosławnego w Ameryce w latach 1970–2009, od 2011 r. był wykładowcą kursów biblijnych i teologicznych prowadzonych przez eparchię homelską. W 2012 r. otrzymał godność archimandryty, a następnie objął obowiązki przełożonego monasteru św. Mikołaja w Homlu.
W 2012 r. podjął studia na Kijowskiej Akademii Duchownej, które w 2015 r. ukończył na Mińskiej Akademii Duchownej. Równocześnie był od 2012 r. dziekanem monasterów eparchii homelskiej oraz od 2014 r. przewodniczącym eparchialnej komisji cerkiewno-historycznej.
W 2019 r. został nominowany na biskupa pomocniczego eparchii homelskiej z tytułem biskupa swietłahorskiego. Jego chirotonia biskupia odbyła się 6 października 2019 r. pod przewodnictwem patriarchy moskiewskiego i całej Rusi Cyryla, w soborze Chrystusa Zbawiciela w Moskwie.
27 grudnia 2023 r. został ordynariuszem eparchii borysowskiej i marinogorskiej.